# Sobral de Monte Agraço
Sobral de Monte Agraço és un municipi portuguès, situat al districte de Lisboa, a la regió del Centre i a la Subregió de l'Oeste. L'any 2004 tenia 9.789 habitants. Limita al nord amb Torres Vedras i Alenquer, al sud-est amb Arruda dos Vinhos i al sud i oest amb Mafra.

## Població
| Població del concelho de Sobral de Monte Agraço (1801 – 2004) | Població del concelho de Sobral de Monte Agraço (1801 – 2004) | Població del concelho de Sobral de Monte Agraço (1801 – 2004) | Població del concelho de Sobral de Monte Agraço (1801 – 2004) | Població del concelho de Sobral de Monte Agraço (1801 – 2004) | Població del concelho de Sobral de Monte Agraço (1801 – 2004) | Població del concelho de Sobral de Monte Agraço (1801 – 2004) | Població del concelho de Sobral de Monte Agraço (1801 – 2004) | Població del concelho de Sobral de Monte Agraço (1801 – 2004) |
| ------------------------------------------------------------- | ------------------------------------------------------------- | ------------------------------------------------------------- | ------------------------------------------------------------- | ------------------------------------------------------------- | ------------------------------------------------------------- | ------------------------------------------------------------- | ------------------------------------------------------------- | ------------------------------------------------------------- |
| 1801                                                          | 1849                                                          | 1900                                                          | 1930                                                          | 1960                                                          | 1981                                                          | 1991                                                          | 2001                                                          | 2004                                                          |
| 952                                                           | 3921                                                          | 5747                                                          | 6845                                                          | 7744                                                          | 7863                                                          | 7245                                                          | 8927                                                          | 9789                                                          |

## Freguesies
- Santo Quintino (Sobral de Monte Agraço)
- Sapataria
- Sobral de Monte Agraço